# Lost: Via Domus
Lost: Via Domus (в переводе с латыни «Путь домой»; в Европе также распространено название Lost: The Video Game) — это компьютерная игра, основанная на популярном американском телесериале «Остаться в живых» канала ABC.

## Разработка
22 мая 2006 года компания Ubisoft сообщила о том, что она приобрела права на разработку игрового проекта по мотивам сериала у Touchstone Television «Остаться в живых», релиз которого назначен на конец февраля 2008 года.
Хотя явных проблем с проектом не было, новой информации об игре не появлялось с мая 2006 года. 16 апреля 2007 года Деймон Линделоф и Карлтон Кьюз на официальном подкастинге сериала объявили о том, что работа над игрой продолжается.
Премьера трейлера игры состоялась на сайте GameTrailers 27 июля 2007 года, где был показан остров, а также представлены некоторые персонажи игры. В более позднем трейлере для Xbox Live на 1:08 (отсылка к одному из роковых чисел — 108) вставлен кадр, в котором появляется надпись «Найди нас, и мы покажем тебе путь» (англ. Find us and we will show you the way). Также в трейлере на 1:20 мелькает красная схема помещений станции.

## Геймплей
Игра начинается с момента крушения рейса Oceanic 815 в Тихом океане и охватывает 70 дней пребывания героев телесериала на острове. Игра разделена на 7 эпизодов, сюжет для каждого из которых придумали исполнительные продюсеры шоу, Деймон Линделоф и Карлтон Кьюз.

## Сюжет

### Эпизод I: Форс Мажор (День 1)
В начале появляется Эллиот Маслоу, сидящий в кресле класса Бизнес-класс. Перед ним быстро в спешке проходит Чарли и замечает очень знакомое лицо — Биди Айса, телохранителя Зорана Саво, про которого журналист снял компромат. Телохранитель резко встал с сидения, но внезапно самолёт затрясло и того ударило головой в потолок. Герметизирующие маски откинулись и Эллиот надел её на себя. Перед ним откалывается часть кабины самолёта и после этого идет занавес.
Спустя несколько часов после падения, Эллиот открывает глаза и встает на ноги. Он теперь ничего не помнит, ни кто он, и что он сделал, однако он по пути замечает облик давно знакомой женщины, которую он считает мертвой. Проявляются некоторые флэшбэки и облик той женщины резко пропадает. По пути он встречает Кейт, и тот завел разговор, как найти путь к берегу. Кейт молчит и не говорит, однако когда она дает ему воды, Эллиот замечает наручники. Перед Эллиотом сразу пробегает флэшбэк, что раньше видел их на ней. В самолёте, ещё до вылета, он фотографирует этот момент, и с помощью этого, Эллиот выговаривает Кейт. Тут Кейт объясняет Эллиоту, что она — преступница, но Эллиот замолвил слово об этом, в обмен на то, чтобы она показала дорогу на пляж. Кейт соглашается и показывает дорогу. Через джунгли, Эллиот пробирается на пляж, благодаря собаке-поводырю Винсенту. Эллиот нашел пляж и горящие осколки самолёта вместе с уцелевшими. Предстает картина первой серии: лежачий Джон Локк, который встает, Джека, мечущегося вокруг Клэр, Майкла, зовущего своего сына, и Эллиот предлагает свою помощь всем. Те в панике отказывают ему, и только Локк просит его помощи. Он разъясняет, что потек бензин и нужно закрыть трубу с помощью восстановления подачи тока в цепи кабины, иначе самолёт взлетит на воздух вместе со всеми. Эллиот восстанавливает цепь и бензин перестает течь. Затем Джек и Херли успевают перенести Клэр подальше от самолёта, до того, как крыло самолёта падает.
Уже вечером, после ужасного случая, Джек подходит к Эллиоту поблагодарить и узнать его имя, но тот отвечает что не помнит ничего прошлого, даже себя. Джек говорит ему, что у него амнезия и советует вспомнить какие-нибудь моменты. Эллиот сразу вспоминает сумку, которая у него была, и расспрашивает всех, знающих о её месторасположении. И только Кейт отвечает, что убрала её к краю лагеря, где лежит весь мусор. Эллиот находит свою сумку, но внезапно его оглашает по голове Биди Айс и избивает его. Телохранитель просит отдать камеру которая у него была, но тот не помнит никакую камеру. Выжившие кричат, что кого-то в темноте избивают. Телохранитель оставляет его в покое со словами: «Я доберусь до этой камеры, а потом и до тебя», затем пинает Эллиота ногой в лицо. Эпизод на этом заканчивается.

### Эпизод II: Новый день (День 2)
Эллиот до сих пор не может вспомнить про свою камеру и начинает расспрашивать всех выживших, и только как всегда Кейт подсказывает осмотреть кабину самолёта, упавшую где-то в джунглях. Так же она предупреждает, что в джунглях бродит какой-то монстр (эпизод как раз начинался с беготни Кейт, Чарли и Джека от чёрного дыма) и Джек никому не разрешает покидать территорию пляжа. Как вдруг, Эллиот видит призрак Лизы, стоящую возле берега. Он подходит к ней и начинается момент воспоминания. Эллиот и Лиза два года назад отдыхали в Тайване. Эллиот сфотографировал Лизу у пляжа, и та попросила у местного рыбака лодку покататься, но на самом деле соврав ему. Флэшбек заканчивается и Эллиот выясняет из этого, что нужно заставить обманом отвлечь Джека, чтобы пройти в джунгли. Эллиот подходит к Джеку и говорит, что у Клэр начались схватки и тот ринулся бежать к ней. Эллиот быстро убегает в джунгли и встречает Джона Локка, спрятавшись за баньяном. Тот советует ему прятаться под этими корнями на случай, если чёрный дым настанет. Эллиот выбирается из джунглей и приходит к пещере, где встречает Майкла, рубящий лес для строительства плота. Тот отвечает, что кабина самолёта находится за пещерой, но в пещере темно, поэтому Майкл отдает зажигалку со знаком «Дхармы Инишиатив». Эллиот пробирается к кабине самолёта и забирает камеру с ноутбуком, но на обратном пути встречает Бена с Джульет. Том оглушает Эллиота дубиной по голове и Джульет берет пробу крови. Эпизод на этом заканчивается.

### Эпизод III: Путь домой (Дни 17-21)
Эллиот приходит в себя и встречает Херли. Тот рассказывает многое: Скотту переломали все кости, Клэр кто-то уколол иглой, а Джек вместе с Клэр. Да и практически все начали не верить ему и думают что он один из Тех. Но Эллиоту важно просмотреть ноутбук и он обращается за этим к Саиду. Тот объясняет, что в ноутбуке сдохла батарея, и у Локка есть запаска. Джон не хочет сначала давать батарею, но Эллиот вспоминает, что Джон Локк был в инвалидной коляске до того, как попал на остров. Он ставит ему ультиматум: либо здешний охотник отдаем ему аккумулятор от ноутбука, либо все узнают эту маленькую тайну. Джон ведет Эллиота через джунгли, где видит большой люк со странными числами «4 8 15 16 23 42», а затем приводит в пещеру, где Эллиот находит компас, на котором нацарапана надпись «Via Domus». Локк утверждает, что на латыни это значит «Путь Домой»

## Персонажи
- Эллиотт Маслоу (англ. Elliott Maslow) — главный герой игры, фотожурналист, страдающий амнезией. Он ничего не помнит о своём прошлом и пытается найти способ спасения с острова.
- Лиза Геллхорн (англ. Lisa Gellhorn) — репортёр, у которой был короткий роман с Эллиоттом, пока работала с ним над репортажем. Она погибла до событий игры, когда её застрелил в голову Зоран Саво.
- Зоран Саво (англ. Zoran Savo) — президент Исследовательского Института Ченши (англ. Chenchey Institute Of Research). За свои заслуги был назван послом доброй воли. По долгу дипломатической миссии оказался в Сиднее в ходе работы над уставом организации, который должны были подписать 50 стран.
- Биди Айс (англ. Beady Eyes) — один из преданных охранников Саво, работающий на мужчину уже много лет. До этого был вовлечён в незаконную торговлю оружием. Стал правой рукой Саво, защищая своего босса от любой угрозы.

Кроме того, в игре появляются основные персонажи сериала: Джек Шепард, Кейт Остин, Хьюго «Хёрли» Рейес, Джеймс «Сойер» Форд, Джон Локк, Десмонд Хьюм, Бенджамин Лайнус, Джульет Бёрк, Саид Джарра, Чарли Пэйс, Сун Квон, Джин Квон, Майкл Доусон и Том Фрэндли.
Майкл Эмерсон, Юнджин Ким, Генри Йен Кьюсик, Эмили Де Рейвин, М. С. Гейни и Эндрю Дивофф озвучили своих персонажей, в то время как других героев озвучили специально подобранные актёры.

## Отзывы
| Сводный рейтинг | Сводный рейтинг | Сводный рейтинг | Сводный рейтинг |
| Издание         | Оценка          | Оценка          | Оценка          |
| Издание         | PC              | PS3             | Xbox 360        |
| --------------- | --------------- | --------------- | --------------- |
| GameRankings    | 53,17 %         | 55,62 %         | 58,42 %         |